# Мускусна черепаха звичайна
Мускусна черепаха звичайна (Sternotherus odoratus) — вид черепах роду Мускусні черепахи родини Мулові черепахи.

## Опис
Загальна довжина досягає 14 см, вага — 603 г. Самці відрізняються від самиць довшим хвостом, коротшим пластроном й шипуватими лусочками на внутрішніх боках задніх ніг. Карапакс округлий, з трьома поздовжніми кілями. Пластрон маленький, овальний. Його передня частка приєднана рухомо, проте, ця рухливість дуже незначна.
Карапакс забарвлений від оливково-коричневого до темно-сірого кольору. Голова має брудно-бурий колір з 2 світлими поздовжніми смугами.

## Спосіб життя
Полюбляють прісні водойми. Гарно плавають та пірнають, багато ходять по дну. Велику частину часу черепаха проводить пересуваючись дном у пошуках їжі. Час від часу вилазять на корчі або острівці грітися на сонці. Харчується дрібною рибою, молюсками, ракоподібними, водяними рослинами, падлом. Досить агресивна.
З квітня по липень самиці відкладають у неглибоку ямку від 2 до 7 яєць. Часто знаходить поглиблення у ґрунті, не зариваючи яєць. Інкубаційний період триває до 50 діб.

## Розповсюдження
Мешкає на сході й південному сході США, у провінція Онтарі та Квебек (Канада).